# Idiolekt
Idiolekt je u jezikoslovlju naziv za govor pojedinog govornika. Proučavanje idiolekta, odnosno prikupljanje podataka o govoru jedne osobe najniža je razina istraživanja u dijalektologiji.
Skup istraženih ideolekata iz jednog mjesta uopćuje se u podatke o mjesnom govoru. Skup ideolekata iz jedne fizičke obitelji uopćuje se u podatke o obiteljskom jeziku.